# Küchenmeister (Amt)

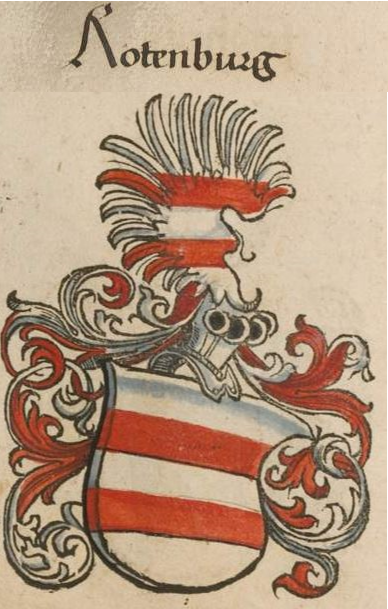
Wappen der ersten Reichsküchenmeister – Herren von Rothenburg

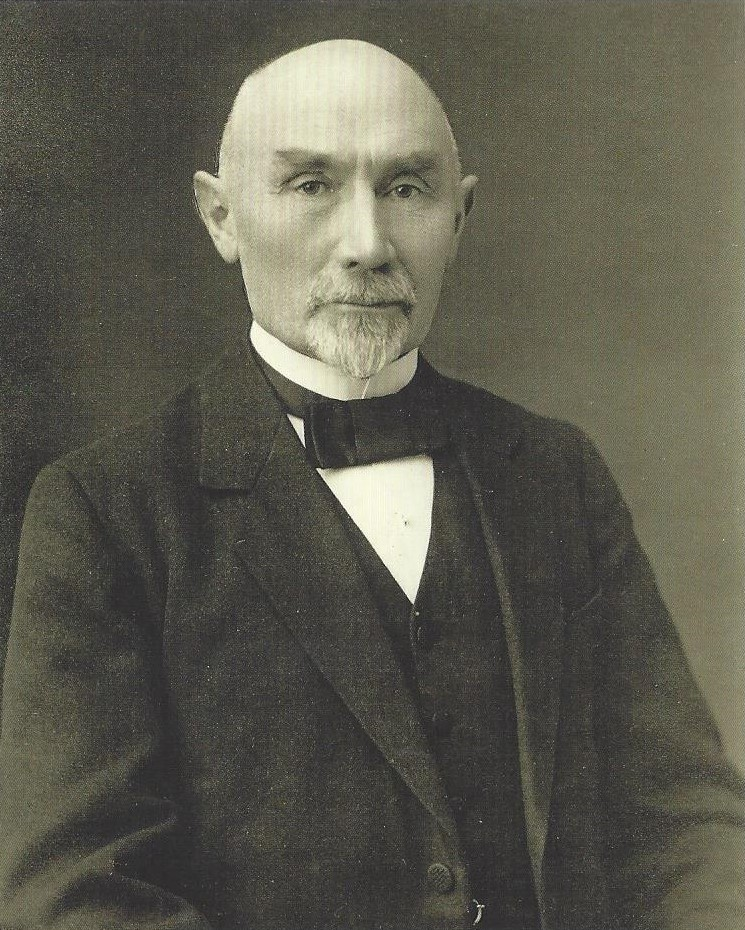
Karl Senst, letzter Küchenmeister der mecklenburgischen Landesklöster

Der Küchenmeister (veraltet Chuchenmaister, Kuchelmaister oder lateinisch coquinarius, culinarius, magister coquinae) war ein historisches Amt. Er war ursprünglich für die Verwaltung der Lebensmittel zuständig. Er war der erste Verwaltungsbeamte der Hofhaltung wurde aber auch mit anderen Verwaltungsaufgaben betreut und hatte für den Truchsess eine ähnliche Funktion wie die Vögte für den Kämmerer. Der Küchenmeister war auch Stellvertreter des Truchsess' und ihm untergeordnet.
Das Amt des Küchenmeisters wird bereits im Nibelungenlied erwähnt. Es wurde wahrscheinlich 1202 von König Philipp von Schwaben eingeführt. Teilweise war das Amt ein Erbamt. Erster im Amt war Heinrich I. von Rothenburg. Die Herren von Rothenburg, beziehungsweise Linien von Nordenberg,
von Seldeneck und weitere bekleideten das Erbamt des Reichsküchenmeister – magister coquinae imperia über Generationen hinweg.
Dem Küchenmeister untergeordnet war unter anderem der Küchenschreiber, der ihn in kleineren Hofhaltungen auch vertrat.
Das Amt des Küchenmeisters findet man noch heute in manchen Einrichtungen wie Klöstern.